# ジャンディ・リン
ジャンディ・リン（Jandi Lin，1985年3月19日生）は、アメリカ合衆国出身のポルノ女優。

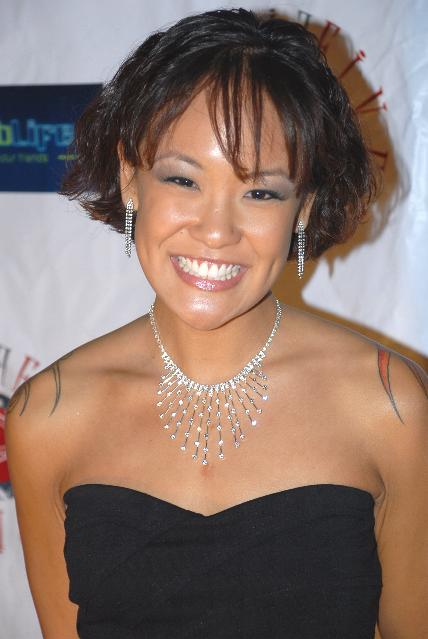
ジャンディ・リン 2007年

## 来歴
中国系アメリカ人として米国のハワイに生を享け、2007年―おおよそ22歳の時にポルノ業を始動。 その始動のきっかけはクレイグスリストを通して広告の仕事を請けたことにあった。てっきりビキニを着用する程度のものであろうと思っていたところ、やることになったのは中国人の娼婦のコスプレであったのだという。
『スローテッド13』という作品への出演を2007年に行ってからというもの、それから2009年までにおおよそ40本のポルノ映画作品群に出演。
そうしたなかで2009年にあっては、それらのうちの3作品がAVNアワードの各部門にて最高賞の候補としての選考を受け、更には自らがAVNの最高新人女優賞の候補へ。 結果としてはストーヤに決まったことでこの賞の獲得はならなかったものの、同年のうちにXBIZ賞の候補者ともなり、その翌2010年にはまたも自身の出演作がAVNアワードの一部門の最優秀作候補となった。

## 私生活
その背中全体から胸までに掛けて、花柄／鳳凰／漢字表記の自身の名前のタトゥーを施している。